# 1 december
1 december is de 335ste dag van het jaar (336ste in een schrikkeljaar) in de gregoriaanse kalender. Hierna volgen nog 30 dagen tot het einde van het jaar.

## Gebeurtenissen
- Algemeen
  - 1572 - Het Bloedbad van Naarden, Spanjaarden onder leiding van Don Frederik vermoordden 700 inwoners van Naarden.[1]
  - 1965 - Blow-out van gasbron Sleen-2 bij 't Haantje (Coevorden), de enige blow-out in de geschiedenis van de Nederlandse gaswinning.
  - 1988 - Een overlevende van de Holocaust gooit zoutzuur naar de advocaat van de door een Jeruzalemse rechtbank ter dood veroordeelde nazioorlogsmisdadiger John Demjanjuk.
  - 2002 - Een brand in een discotheek in de Venezolaanse hoofdstad Caracas kost aan zeker 47 mensen het leven. Plastic van de decoratie zorgt voor een grote rookontwikkeling, het overgrote deel van de slachtoffers komt door verstikking om het leven.
  - 2019 - De eerste patiënt wordt opgenomen in een ziekenhuis in Wuhan met wat later COVID-19 bleek te zijn.
  - 2020 - Op Java barst de vulkaan Semeru uit. Bewoners in de directe omgeving van de vulkaan worden geëvacueerd.[2]
- Criminaliteit en veiligheid
  - 2006 - Op basisschool De Klimop in Hoogerheide wordt Jesse Dingemans (8) vermoord.
- Economie
  - 1989 - Ford neemt Jaguar Cars over.[1]
  - 1998 - De oliemaatschappij Exxon kondigt aan concurrent Mobil te kopen voor 73,7 miljard dollar. Hiermee ontstaat Exxon-Mobil, het grootste bedrijf ter wereld.[1]
- Gezondheid
  - 1988 - De eerste Wereldaidsdag wordt gehouden.[1]
- Infrastructuur
  - 1961 - Bij afwezigheid van verkeersborden wordt als algemene regel de voorrang van rechts ingevoerd in België.
  - 1974 - Een Boeing 727 verongelukt in slecht weer bij Washington Dulles International Airport. Alle 92 inzittenden komen om.
  - 1981 - Een Joegoslavische DC-9 botst tijdens het aanvliegen van Ajaccio Airport in Corsica op een berg. Alle 178 inzittenden komen om.
- Kunst en cultuur
  - 1997 - BRTN TV 2 wordt opgedoekt. Vanaf vandaag bestaat het kanaal uit Ketnet en Canvas.
  - 1999 - Het Werelderfgoedcomité van de UNESCO voegt 24 Vlaamse en 6 Waalse belforten toe aan de Werelderfgoedlijst.
  - 2023 - Het carbidschieten in Kampen wordt toegevoegd aan de Inventaris Immaterieel Erfgoed Nederland.[3]
- Media
  - 1945 - Onder leiding van Ab Goubitz wordt de eerste Nederlandse uitzending van de ochtendgymnastiek uitgezonden.[1]
  - 1953 - Hugh Hefner geeft het eerste nummer van Playboy uit. De oplage bedraagt 70.000 exemplaren.
  - 1977 - De televisiezender Pinwheel, het latere Nickelodeon, begint in de Verenigde Staten met uitzenden.
  - 1977 - Journalist Sietse Bosgra krijgt in Den Haag de Dick Scherpenzeelprijs 1976 uitgereikt.
  - 1978 - Het eerste nummer van het Vlaamse dagblad De Morgen verschijnt.
  - 2006 - De laatste Baantjer (Televisieserie)-aflevering wordt uitgezonden. (De Cock en de onzichtbare moordenaar)
- Muziek
  - 2012 - In de Nederlandse stad Amsterdam vindt de tiende editie van het Junior Eurovisiesongfestival 2012 plaats.[4] De 10-jarige Anastasija Petryk uit Oekraïne wint met het liedje Nebo.[5] De Nederlandse deelneemster Femke Meines (12) wordt 7e met het liedje Tik Tak Tik.[6]
- Oorlog
  - 1417 - Einde van het Beleg van Gorinchem in het voordeel van de Hoekse partij. Willem van Arkel sneuvelt.[1]
  - 1964 - President Lyndon B. Johnson en zijn adviseurs besluiten tot een tweefasenplan voor bombardementen op Vietnam.
  - 1969 - In de Verenigde Staten bepaalt voor het eerst sinds de Tweede Wereldoorlog een loting wie wordt opgeroepen voor militaire dienst. (In januari 1970 stellen statistici vast dat met de loting is gerommeld.)
  - 1971 - Rebellen van de Rode Khmer voeren hun aanvallen op Cambodjaanse regeringstroepen op, en verdrijven deze uit Kompong Thmar en Ba Ray, 10 kilometer ten noordoosten van de hoofdstad Phnom Penh.
  - 1988 - De twee belangrijkste politieke partijen in Soedan stemmen in beginsel in met een ontwerp-vredesovereenkomst met de zuidelijke rebellen van het Soedanees Volksbevrijdingsleger (SPLA).
  - 1993 - Georgië en Abchazië sluiten een basisakkoord dat een einde moet maken het gewapende conflict tussen beide naties.
- Politiek
  - 1640 - Portugal wordt opnieuw onafhankelijk van Spanje.[1]
  - 1821 - De Republiek Santo Domingo verklaart zich onafhankelijk van Spanje.
  - 1822 - Dom Pedro wordt gekroond tot keizer van Brazilië.[1]
  - 1824 - Bij verkiezingen in de Verenigde Staten haalt geen van de kandidaten een meerderheid. Het Huis van Afgevaardigden moet een winnaar aanwijzen.
  - 1918 - Transsylvanië wordt verenigd met Roemenië.
  - 1918 - IJsland wordt onafhankelijk van Denemarken.
  - 1918 - Oprichting van het Koninkrijk Joegoslavië.
  - 1919 - Lady Nancy Astor wordt het eerste vrouwelijke lid van het Britse Parlement.[1]
  - 1925 - In Londen wordt het Verdrag van Locarno getekend. De betrekkingen met het in de Eerste Wereldoorlog verslagen Duitsland worden genormaliseerd.
  - 1948 - President José Figueres Ferrer schaft het leger van Costa Rica af.
  - 1955 - Rosa Parks weigert haar zitplaats in een bus in Alabama af te staan aan een blanke man, en wordt gearresteerd wegens overtreding van de rassenwetten van de staat Alabama.[1]
  - 1958 - De Centraal-Afrikaanse Republiek wordt onafhankelijk van Frankrijk
  - 1959 - Twaalf landen, waaronder de Verenigde Staten en de Sovjet-Unie, tekenen het Zuidpoolverdrag waarbij Antarctica wordt gevrijwaard van militaire activiteiten. Dit was de eerste wapenovereenkomst in de Koude Oorlog.
  - 1973 - Papoea-Nieuw-Guinea krijgt zelfbestuur van Australië.
  - 1989 - Het parlement van de DDR schaft de grondwettelijke regel af die de communistische partij alleenheerschappij geeft in het bestuur. (Egon Krenz, het Politbureau, en het Centraal Comité treden twee dagen later af.)
  - 1991 - Oekraïne stemt voor onafhankelijkheid van de Sovjet-Unie.[1]
  - 1991 - Het Panamakanaal komt volledig onder Panamees bestuur.
  - 2009 - Het Verdrag van Lissabon treedt in werking.
  - 2021 - Emile Roemer wordt geïnstalleerd als Commissaris van de Koning in Limburg.[7]
- Religie
  - 1916 - De Franse priester en kluizenaar Charles de Foucauld (58) wordt bij een overval van leden van de Touareg in zijn hut in Tamanrasset in Algerije doodgeschoten.
  - 1921 - Oprichting van het rooms-katholieke Apostolisch vicariaat Siberië.
  - 1984 - Bisschopswijding van Johannes ter Schure, hulpbisschop van Roermond, door bisschop Joannes Matthijs Gijsen.
  - 1990 - De staatssecretaris van het Vaticaan, kardinaal Agostino Casaroli (76), gaat met pensioen en wordt opgevolgd door aartsbisschop Angelo Sodano (63).
- Sport
  - 1948 - Piet Roozenburg wordt wereldkampioen dammen.[1]
  - 1971 - Doelman Piet Schrijvers maakt zijn debuut voor het Nederlands voetbalelftal in de vriendschappelijke wedstrijd in Amsterdam tegen Schotland (2-1).
  - 2019 - Frans wielrenner Julian Alaphilippe wordt uitgeroepen tot beste wielrenner van het seizoen en is de winnaar van de Velo d'Or.[8]
  - 2021 - De Jamaicaanse sprintster Elaine Thompson-Herah is uitgeroepen tot wereldatlete van het jaar. De Noorse hordeloper Karsten Warholm is wereldatleet van het jaar.[9]
  - 2022 - De Nederlandse wielrenster Annemiek van Vleuten ontvangt de Velo d'Or, een prijs voor de beste wielrenster van het jaar. Bij de mannen gaat de prijs naar de Belg Remco Evenepoel.[10]
- Wetenschap en technologie
  - 1783 - Eerste bemande ballonvaart door Jacques Charles en Marie-Noël Robert.
  - 1913 - Ford Motor Company introduceert de lopende band. Het productieprincipe werd overigens al toegepast door Oldsmobile.
  - 1928 - In Utrecht wordt het spoorwegmuseum geopend
  - 1987 - NASA maakt de namen bekend van vier bedrijven die contracten krijgen voor het meebouwen aan het internationale ruimtestation ISS. Gekozen zijn: Boeing Aerospace, de Astro-Space-divisie van General Electric, McDonnell Douglas, en de Rocketdyne-divisie van Rockwell.
  - 1990 - In de Kanaaltunnel ontmoeten arbeiders uit het Verenigd Koninkrijk en Frankrijk elkaar op veertig meter onder de zeebodem. Sinds de laatste ijstijd was er geen vaste verbinding meer geweest tussen het eiland Groot-Brittannië en het vasteland van Europa.
  - 1994 - De lancering van de AR 42P mislukt.
  - 2013 - Lancering van een Long March 3B raket vanaf Xichang Satellite Launch Center in China met aan boord de Chang'e 3 maanlander en de Yutu rover. Het is de eerste missie van China om een rover op de maan te laten landen.[11]
  - 2020 - De radiotelescoop in het Arecibo observatorium in Puerto Rico stort in.[12]
  - 2022 - De Amerikaanse Federal Communications Commission (FCC) geeft goedkeuring aan SpaceX voor het lanceren van 7.500 Starlink 2.0 satellieten in een lage baan rond de Aarde. SpaceX had een aanvraag gedaan voor het lanceren van bijna 30.000 satellieten.[13][14]
  - 2022 - De planeet Mars bereikt het perigeum, het punt in de omloopbaan rond de Zon dat het dichtst bij de Aarde ligt.[15]
  - 2022 - Oppositie van planetoïde (349) Dembowska. Het object staat vanaf de Aarde gezien recht tegenover de Zon.[16]
  - 2022 - Wetenschappers maken in een artikel in Science bekend dat een legering van gelijke hoeveelheden chroom, kobalt en nikkel meer dan 100x sterker is dan grafeen en daarmee het tot nu toe meest robuuste materiaal is dat is ontdekt.[17][18]
  - 2023 - Lancering van een Sojoez 2.1a raket van Roskosmos vanaf Bajkonoer Kosmodroom platform 31/6 met het Progress MS-25 (86P) ruimtevaartuig met zo'n 2.500 kg vracht voor een bevoorradingsmissie van het ISS.[19][20]
  - 2023 - Lancering van een Falcon 9 raket van SpaceX vanaf Vandenberg Space Force Base SLC-4E voor een missie met de Zuid-Koreaanse 425 Project Flight 1 spionagesatelliet met een IR-telescoop voor South Korean Defense Acquisition Program Administration (DAPA). Verder gaan er 24 andere ladingen mee waaronder de CubeSat EIRSAT-1, de eerste Ierse satelliet die ooit is gelanceerd, met een gammastralingsdetector en een experiment met thermische coatings voor andere ruimtevaartuigen aan boord.[21]
  - 2023 - De Indiase ruimtevaartorganisatie ISRO maakt bekend dat het ASPEX instrument aan boord van het Aditya-L1 ruimtevaartuig is begonnen met metingen te verrichten en dat de prestaties van het apparaat zijn zoals verwacht. Het instrument omvat de Solar wind Ion Spectrometer (SWIS), dat is ingeschakeld op 2 november 2023, en de SupraThermal and Energetic Particle Spectrometer (STEPS), dat operationeel is sinds 10 september 2023.[22]

## Geboren

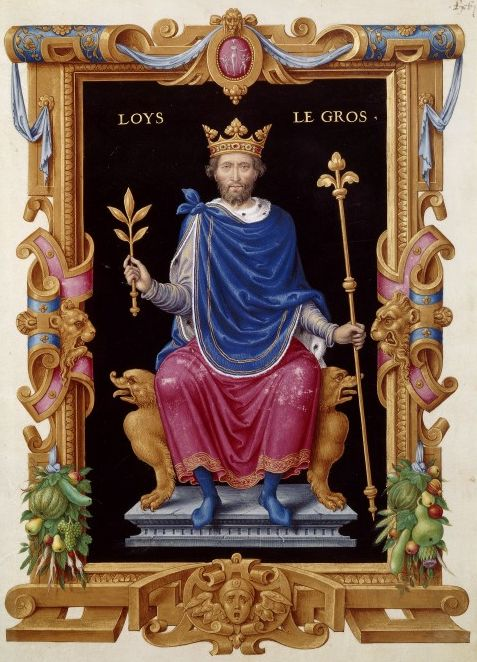
Lodewijk VI van Frankrijk,
geboren in 1081

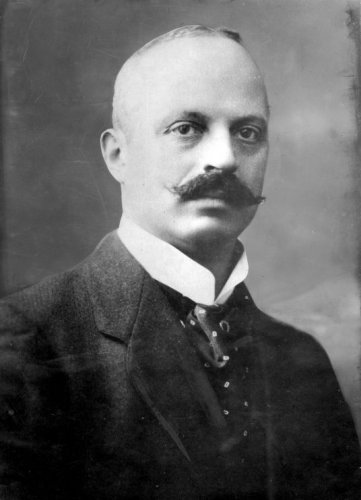
Charles Ruijs de Beerenbrouck,
geboren in 1873

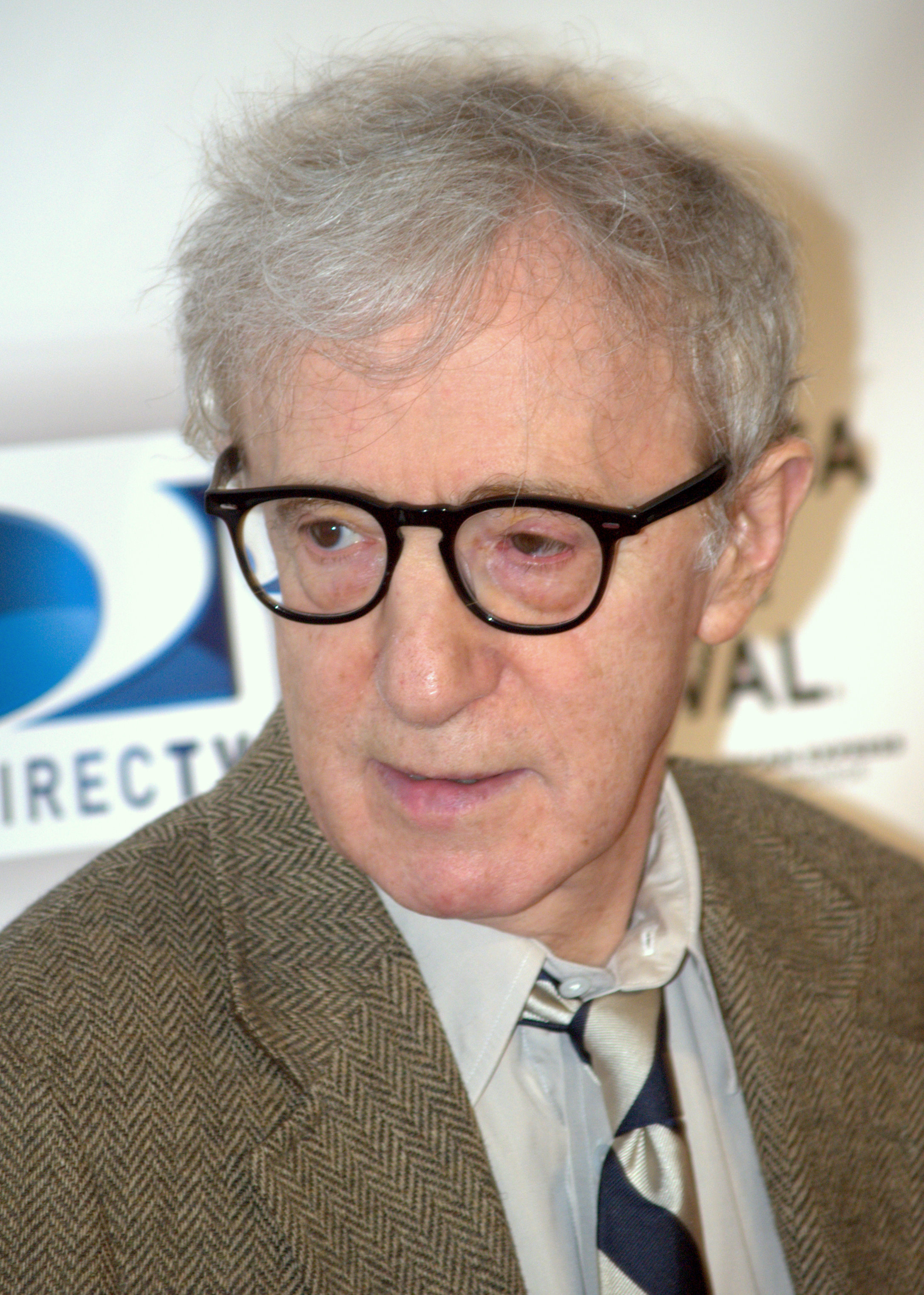
Woody Allen,
geboren in 1935

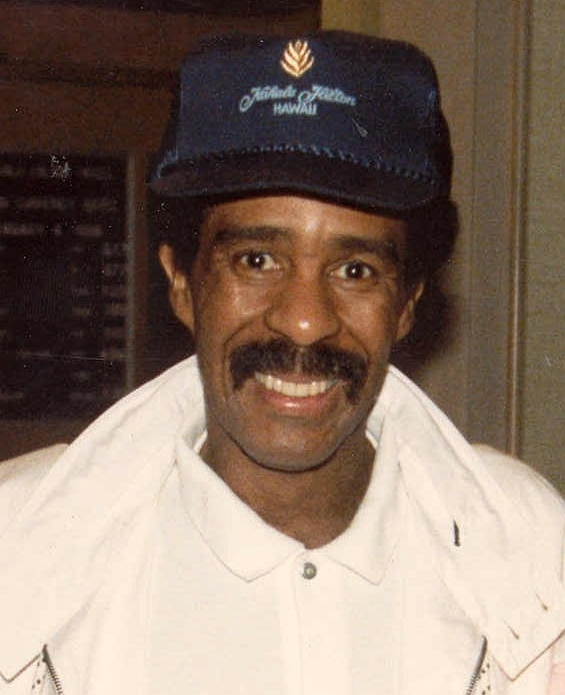
Richard Pryor,
geboren in 1940

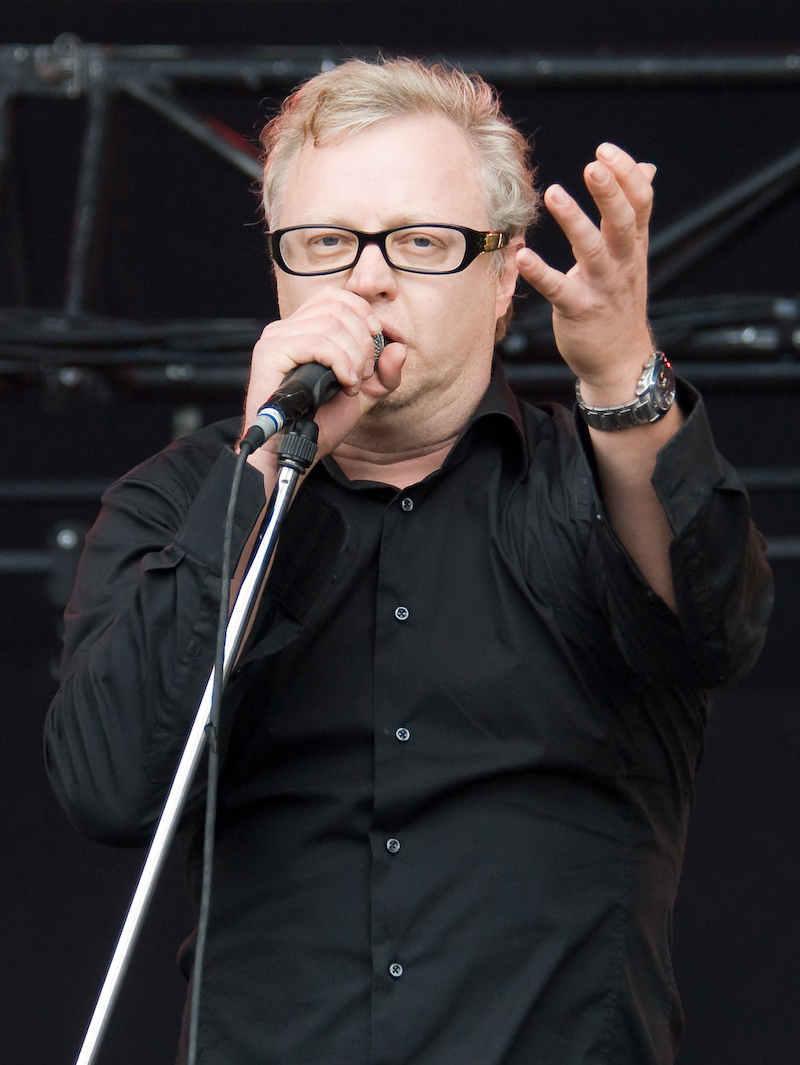
Stijn Meuris,
geboren in 1964

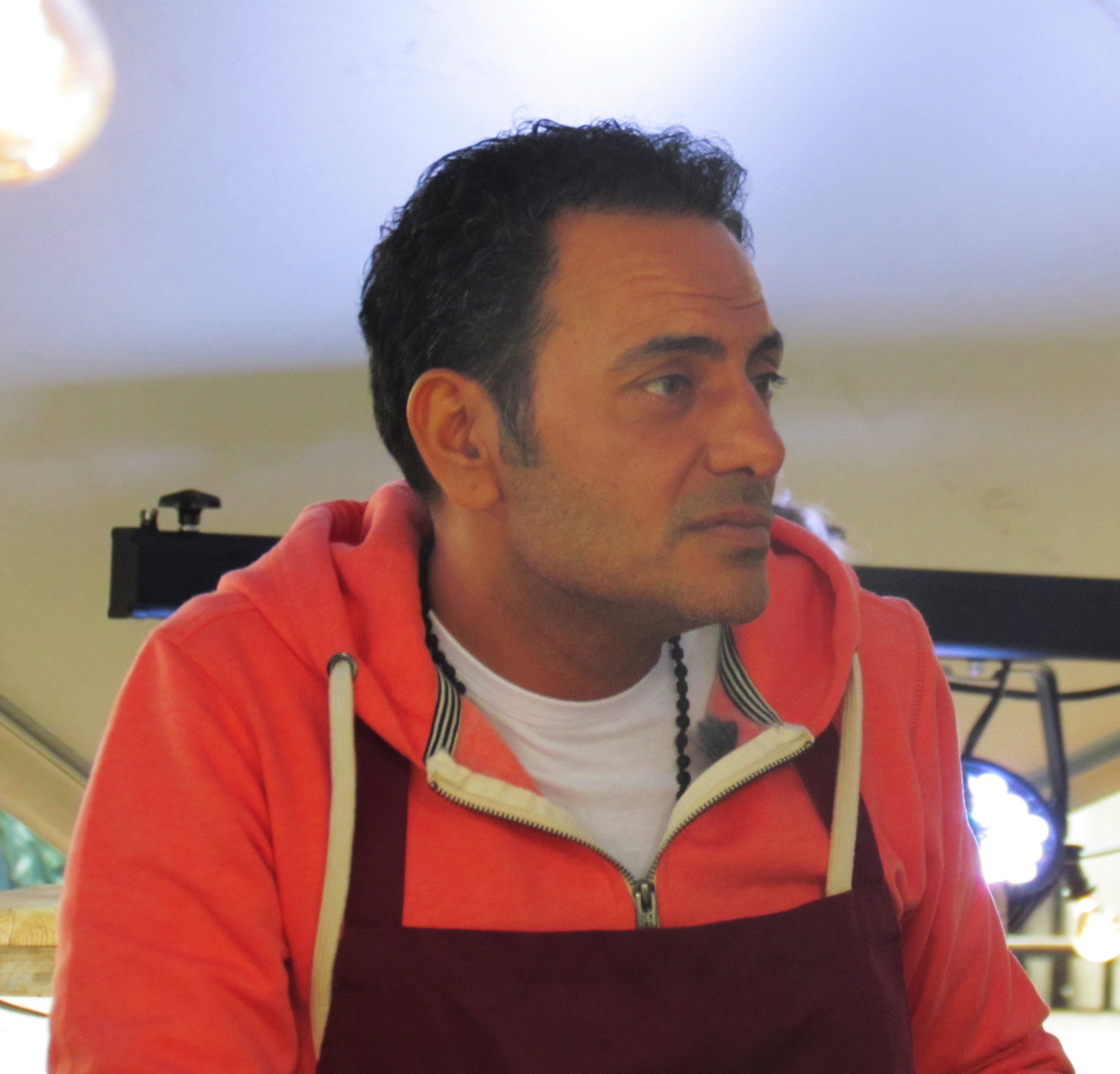
Kefah Allush,
geboren in 1969

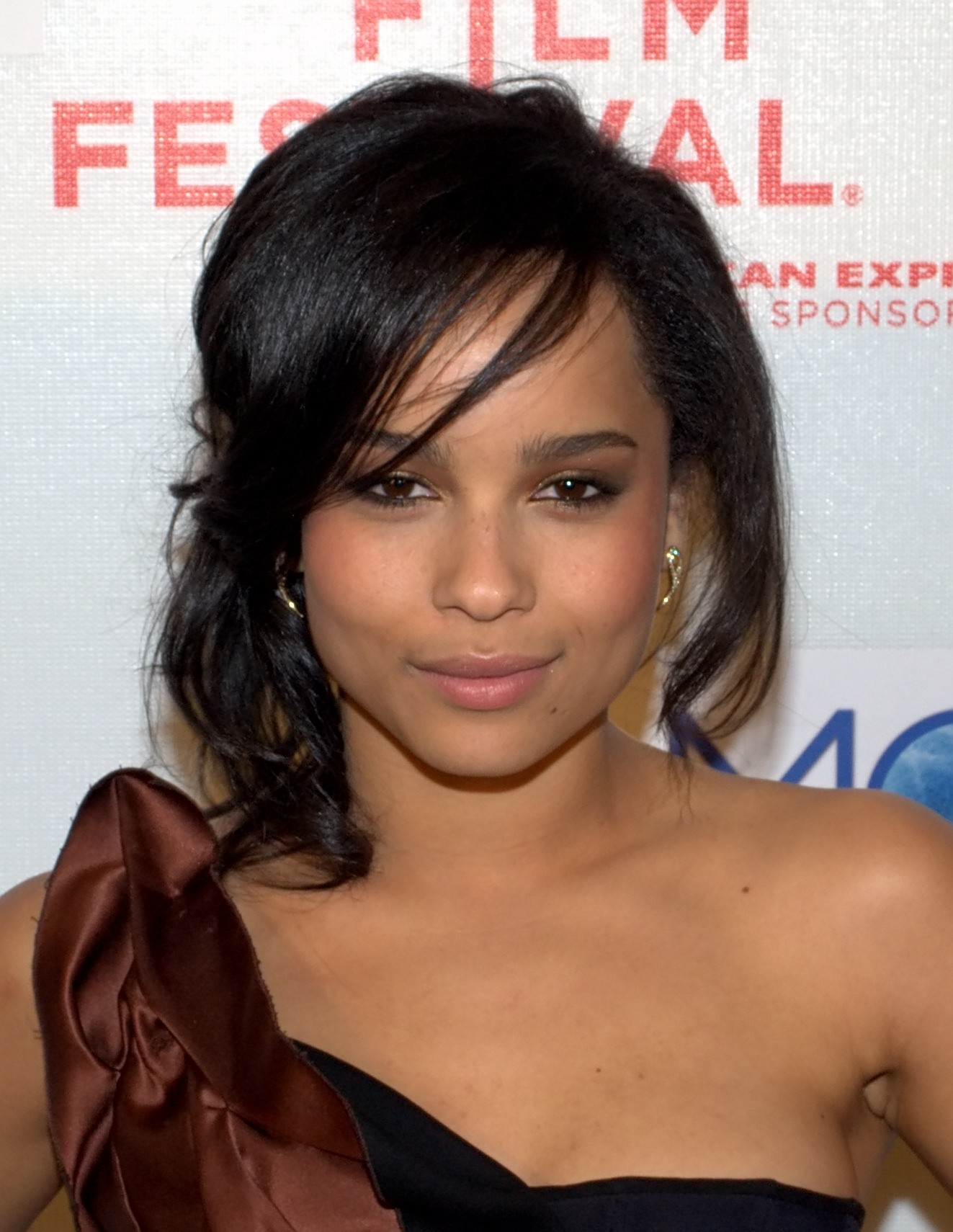
Zoë Kravitz,
geboren in 1988

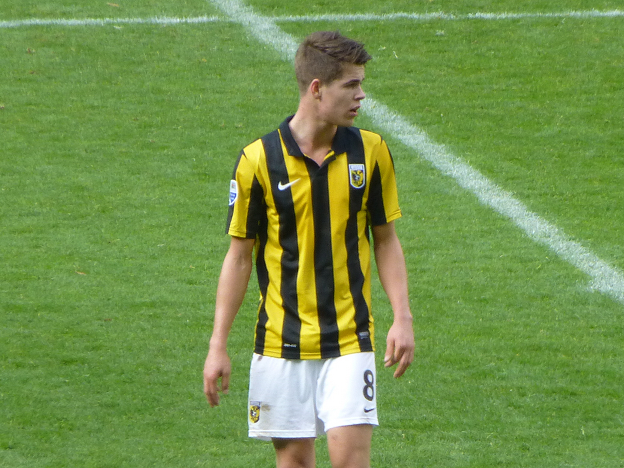
Marco van Ginkel,
geboren in 1992

- 1081 - Lodewijk VI van Frankrijk, koning van Frankrijk (overleden 1137)
- 1743 - Martin Heinrich Klaproth, Duits scheikundige (overleden 1817)
- 1829 - Jan van Alphen, Nederlands politicus (overleden 1911)
- 1844 - Alexandra van Denemarken, Deens prinses; als echtgenote van Edward VII van 1901-1910 koningin van het Verenigd Koninkrijk (overleden 1925)
- 1847 - Agathe Backer Grøndahl, Noors componiste, muziekpedagoge en pianiste (overleden 1907)
- 1859 - Vally Heyerdahl, Noors componiste/pianiste (overleden 1920)
- 1870 - Jose Alejandrino, Filipijns revolutionair en senator (overleden 1951)
- 1873 - Charles Ruijs de Beerenbrouck, Nederlands katholiek politicus (overleden 1936)
- 1874 - Luís María Guerrero, Filipijns kinderarts, hoogleraar en decaan (overleden 1950)
- 1879 - Paul de Borman, Belgisch tennisser (overleden 1948)
- 1884 - Karl Schmidt-Rottluff, Duits schilder (overleden 1976)
- 1886 - Alfredo Brown, Argentijns voetballer (overleden 1958)
- 1889 - Ludwig Levy-Lenz, Duits-Joods arts en bordeelhouder (overleden 1966)
- 1893 - Ernst Toller, Duits schrijver (overleden 1939)
- 1896 - Jaap Knol, Nederlands atleet (overleden 1975)
- 1898 - Agustín Magaldi, Argentijns tangozanger (overleden 1938)
- 1904 - Gerrit Jannink, Nederlands hockeyer (overleden 1975)
- 1905 - Andrée Bonhomme, Nederlands componiste en pianiste (overleden 1980)
- 1905 - Clarence Zener, Amerikaans natuurkundige (overleden 1993)
- 1910 - Alicia Markova, Brits ballerina (overleden 2004)
- 1911 - Franz Binder, Oostenrijks voetballer en voetbaltrainer (overleden 1989)
- 1912 - Minoru Yamasaki, Amerikaans architect (overleden 1986)
- 1915 - Cor Hund, Nederlands beeldhouwer, tekenaar en schilder (overleden 2007)
- 1922 - Vsevolod Bobrov, Sovjet voetballer, bandy- en ijshockeyspeler (overleden 1979)
- 1922 - Charles Gérard, Frans acteur (overleden 2019)
- 1922 - Coen van Hoewijk, eerste Nederlandse nieuwslezer (overleden 2007)
- 1922 - Ernest Sterckx, Belgisch wielrenner (overleden 1975)
- 1923 - Maurice De Bevere (Morris), Belgisch striptekenaar (overleden 2001)
- 1923 - Wessel Ilcken, Nederlands jazzmusicus (overleden 1957)
- 1924 - Eino Uusitalo, Fins politicus (overleden 2015)
- 1926 - Onofre Corpuz, Filipijns wetenschapper, minister en universiteitsbestuurder (overleden 2013)
- 1926 - Mieczysław Rakowski, Pools journalist en politicus (overleden 2008)
- 1927 - Abby Mann, Amerikaans scenarioschrijver (overleden 2008)
- 1928 - Zef Simoni, Albanees bisschop (overleden 2009)
- 1929 - Alfred Moisiu, Albanees president
- 1929 - Karl Otto Pöhl, Duits bankier en politicus (overleden 2014)
- 1930 - Matt Monro, Brits zanger (overleden 1985)
- 1933 - Loek den Edel, Nederlands voetballer (overleden 2022)
- 1933 - Fujiko F. Fujio (Hiroshi Fujimoto), Japans mangakunstenaar (overleden 1996)
- 1933 - Vladimir Melanin, Russisch biatleet (overleden 1994)
- 1933 - Lou Rawls, Amerikaans soulzanger (overleden 2006)
- 1933 - James Wolfensohn, Amerikaans topbankier (overleden 2020)
- 1934 - Billy Paul, Amerikaans zanger (overleden 2016)
- 1935 - Woody Allen, Amerikaans filmregisseur en acteur
- 1935 - Ron Carey, Amerikaans acteur (overleden 2007)
- 1935 - Romain Poté, Belgisch atleet (overleden 2010)
- 1936 - Lize Marke, Belgisch zangeres
- 1937 - Jan Leegwater, Nederlands politicus en burgemeester (overleden 2021)
- 1938 - Carlos Garnett, Panamees-Amerikaans jazzsaxofonist (overleden 2023)
- 1938 - Sandy Nelson, Amerikaans drummer (overleden 2022)
- 1939 - Lee Trevino, Amerikaans golfer
- 1940 - Rob van den Broeck, Nederlands jazzmusicus en beeldend kunstenaar (overleden 2012)
- 1940 - Richard Pryor, Amerikaans acteur en komiek (overleden 2005)
- 1940 - Albert Van Damme, Belgisch veldrijder
- 1941 - Federico Faggin, Italiaans/Amerikaans natuurkundige
- 1943 - Bert Enklaar, Nederlands schaker (overleden 1996)
- 1944 - Salvador Cañellas, Spaans motorcoureur
- 1944 - John Densmore, Amerikaans drummer
- 1945 - Johan Kasantaroeno, Surinaams politicus (overleden 2008)
- 1945 - Bette Midler, Amerikaans zangeres en actrice
- 1946 - Tunç Hamarat, Turks-Oostenrijks schaker
- 1946 - Gilbert O'Sullivan, Iers zanger
- 1947 - Leo Cuypers, Nederlands componist en pianist (overleden 2017)
- 1947 - Piet Meeuse, Nederlands schrijver en vertaler
- 1948 - Errol Snijders, Surinaams politicus
- 1948 - Guy Tunmer, Zuid-Afrikaans autocoureur (overleden 1999)
- 1949 - Pablo Escobar, Colombiaans drugsbaron (overleden 1993)
- 1949 - Nop Maas, Nederlands literatuurhistoricus
- 1949 - Sebastián Piñera, Chileens politicus (overleden 2024)
- 1950 - Filippos Petsalnikos, Grieks politicus (overleden 2020)
- 1951 - Fons van Katwijk, Nederlands wielrenner
- 1951 - Jaco Pastorius, Amerikaans basgitarist (overleden 1987)
- 1951 - Treat Williams, Amerikaans acteur (overleden 2023)
- 1952 - Amund Sjøbrend, Noors schaatser
- 1952 - Marijke Veugelers, Nederlands actrice
- 1954 - François Van der Elst, Belgisch voetballer (overleden 2017)
- 1954 - Karl-Heinz Körbel, Duits voetballer en voetbaltrainer
- 1955 - Graham Duxbury, Zuid-Afrikaans autocoureur
- 1955 - Verónica Forqué, Spaans actrice (overleden 2021)
- 1956 - Julee Cruise, Amerikaans actrice en zangeres (overleden 2022)
- 1957 - Tjahjo Kumolo, Indonesisch politicus (overleden 2022)
- 1958 - Alberto Cova, Italiaans atleet
- 1958 - Lenette van Dongen, Nederlands cabaretière en zangeres
- 1958 - June Lodge, Brits reggae-zangeres
- 1958 - Charlene Tilton, Amerikaans actrice
- 1959 - Oscar Swartz, Zweeds ondernemer, schrijver en blogger
- 1960 - Andrea Mitscherlich, Duits schaatsster
- 1960 - Ari Valvee, Fins voetballer
- 1960 - Bert Dijkhuizen, Nederlands documentairemaker en gemeenteraadslid (overleden 2018)
- 1962 - Christophe Hurni, Zwitsers autocoureur
- 1963 - Janke Dekker, Nederlands televisiepresentatrice, actrice en musicalster
- 1964 - Stijn Meuris, Belgisch muzikant
- 1964 - Salvatore Schillaci, Italiaans voetballer (overleden 2024)
- 1966 - René Godlieb, Nederlands atleet
- 1966 - Katherine LaNasa, Amerikaans actrice
- 1966 - Uwe Nepp, Duits wielrenner
- 1966 - Meroe Park, Amerikaans directeur van de CIA
- 1967 - Phil Parkinson, Engels voetballer en voetbaltrainer
- 1968 - Anders Holmertz, Zweeds zwemmer
- 1968 - Antonio Peñalver, Spaans atleet
- 1969 - Kefah Allush, Palestijns-Nederlands mediaproducent en presentator
- 1969 - Alana Dante, Belgisch zangeres
- 1969 - Laith Nakli, Engels acteur
- 1969 - Natasza Tardio, Nederlands schrijfster
- 1970 - Lembit Rajala, Estisch voetballer
- 1971 - Astrid de Jong, Nederlands radiopresentatrice
- 1971 - Peter Van de Veire, Belgisch radiopresentator
- 1972 - Nicky Koolen, Nederlands hockeyster
- 1974 - Francisco José da Costa (Costinha), Portugees voetballer
- 1975 - Liesbeth Kamerling, Nederlands actrice
- 1975 - Sophia Skou, Deens zwemster
- 1976 - Tomasz Adamek, Pools bokser
- 1976 - Jackson Kabiga, Keniaans atleet
- 1976 - Cecilia Rognoni, Argentijns hockeyspeelster
- 1976 - Matthew Shepard, Amerikaans student (overleden 1998)
- 1977 - Luis Díaz, Mexicaans autocoureur
- 1977 - Jennie Lena, Nederlands zangeres
- 1977 - Joseph-Désiré Job, Kameroens voetballer
- 1977 - Jasmine Sendar, Nederlands actrice en zangeres
- 1978 - Camille Cottin, Frans actrice
- 1978 - Brad Delson, Amerikaans gitarist
- 1978 - Li Weifeng, Chinees voetballer
- 1979 - Patrick Ax, Nederlands voetballer
- 1979 - Ousmane Bangoura, Guinees voetballer
- 1979 - Stephanie Brown-Trafton, Amerikaans atlete
- 1979 - Robert Dahlgren, Zweeds autocoureur
- 1979 - Norbert Madaras, Hongaars waterpoloër
- 1979 - Richard Moti, Nederlands politicus en vakbondsbestuurder
- 1980 - Roger Peterson, Arubaans-Nederlands muzikant
- 1980 - Mubarak Shami, Keniaans/Qatarees atleet
- 1981 - Flomena Chepchirchir, Keniaans atlete
- 1983 - Fahad Al-Hamad, Koeweits voetballer
- 1983 - Nathan Rutjes, Nederlands profvoetballer
- 1985 - Nathalie Moellhausen, Italiaans-Braziliaans schermster
- 1985 - Janelle Monáe, Amerikaans zangeres, liedjesschrijver, actrice en producer
- 1985 - Björn Vleminckx, Belgisch voetballer
- 1986 - Andrew Tate, Amerikaans-Brits influencer en voormalig kickbokser
- 1987 - Simon Dawkins, Jamaicaans voetballer
- 1987 - Vance Joy (James Gabriel Keogh), Australisch singer-songwriter
- 1988 - Tyler Joseph, Amerikaans zanger en muzikant
- 1988 - Zoë Kravitz, Amerikaans actrice
- 1988 - Matts Olsson, Zweeds alpineskiër
- 1990 - Axelle Dauwens, Belgisch atlete
- 1990 - Katherine Copeland, Brits roeister
- 1990 - Shiho Sakai, Japans zwemster
- 1991 - MeisjeDjamila, Nederlands Youtuber, zangeres en filmactrice
- 1991 - Sun Yang, Chinees zwemmer
- 1992 - Marco van Ginkel, Nederlands voetballer
- 1993 - Milan Massop, Nederlands voetballer
- 1993 - Adama Mbengue, Senegalees voetballer
- 1994 - Jolien Leemans, Belgisch atlete
- 1994 - Federico Ricca, Uruguayaans-Italiaans voetballer
- 1994 - Ismael Silva Lima, Braziliaans voetballer
- 1994 - Marlo Sweatman, Amerikaans voetballer
- 1995 - James Wilson, Engels voetballer
- 1996 - Kane Richards, Australisch wielrenner
- 1997 - Ismaël Bennacer, Algerijns-Frans voetballer
- 1997 - Ridder van Kooten, Nederlands zanger en acteur
- 1998 - Alexandro Cavagnera, Belgisch-Italiaans voetballer
- 1999 - Adam Flagler, Amerikaans basketballer
- 1999 - Nico Schlotterbeck, Duits voetballer
- 2000 - Sophia Flörsch, Duits autocoureur
- 2001 - Aiko, Japans prinses
- 2001 - Alice Robinson, Nieuw-Zeelands alpineskiester
- 2001 - Joep van der Sluijs, Nederlands voetballer
- 2003 - Gabriel Vidović, Kroatisch-Duits voetballer

## Overleden

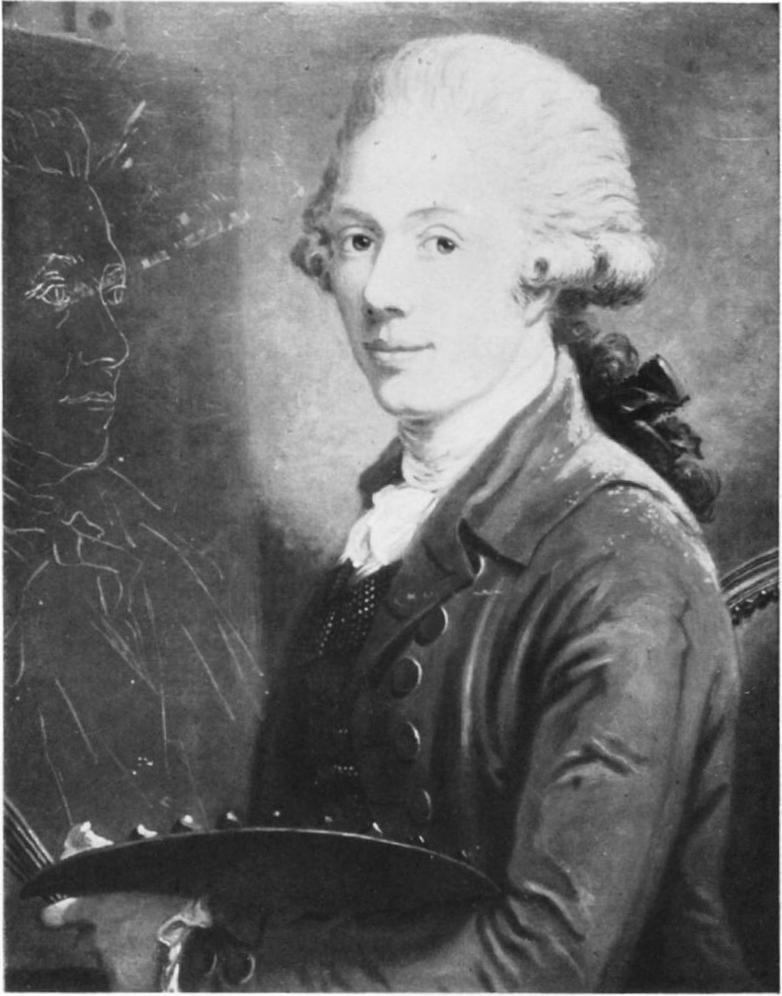
Carl Frederic von Breda
overleden in 1818

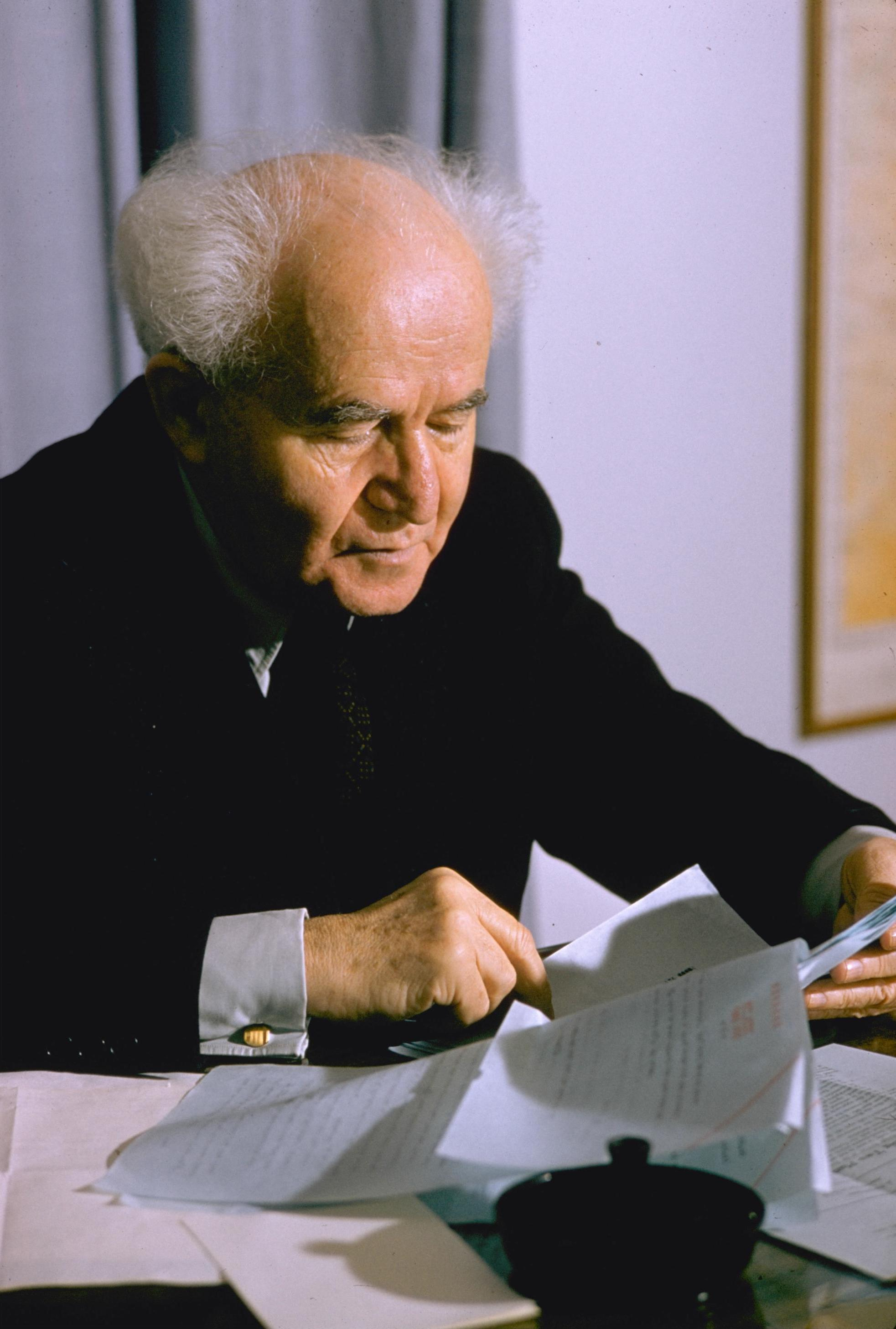
David Ben-Gurion
overleden in 1973

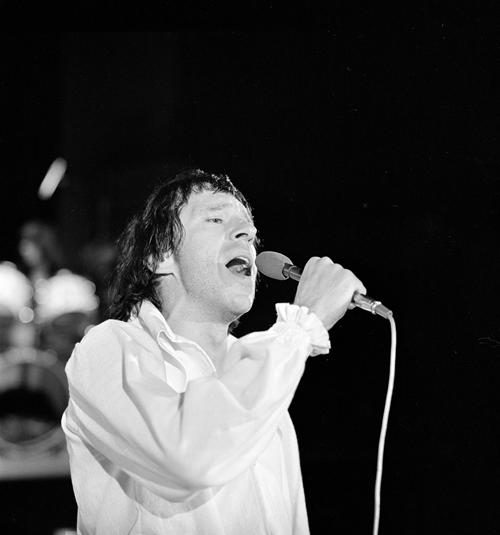
Ramses Shaffy
overleden in 2009

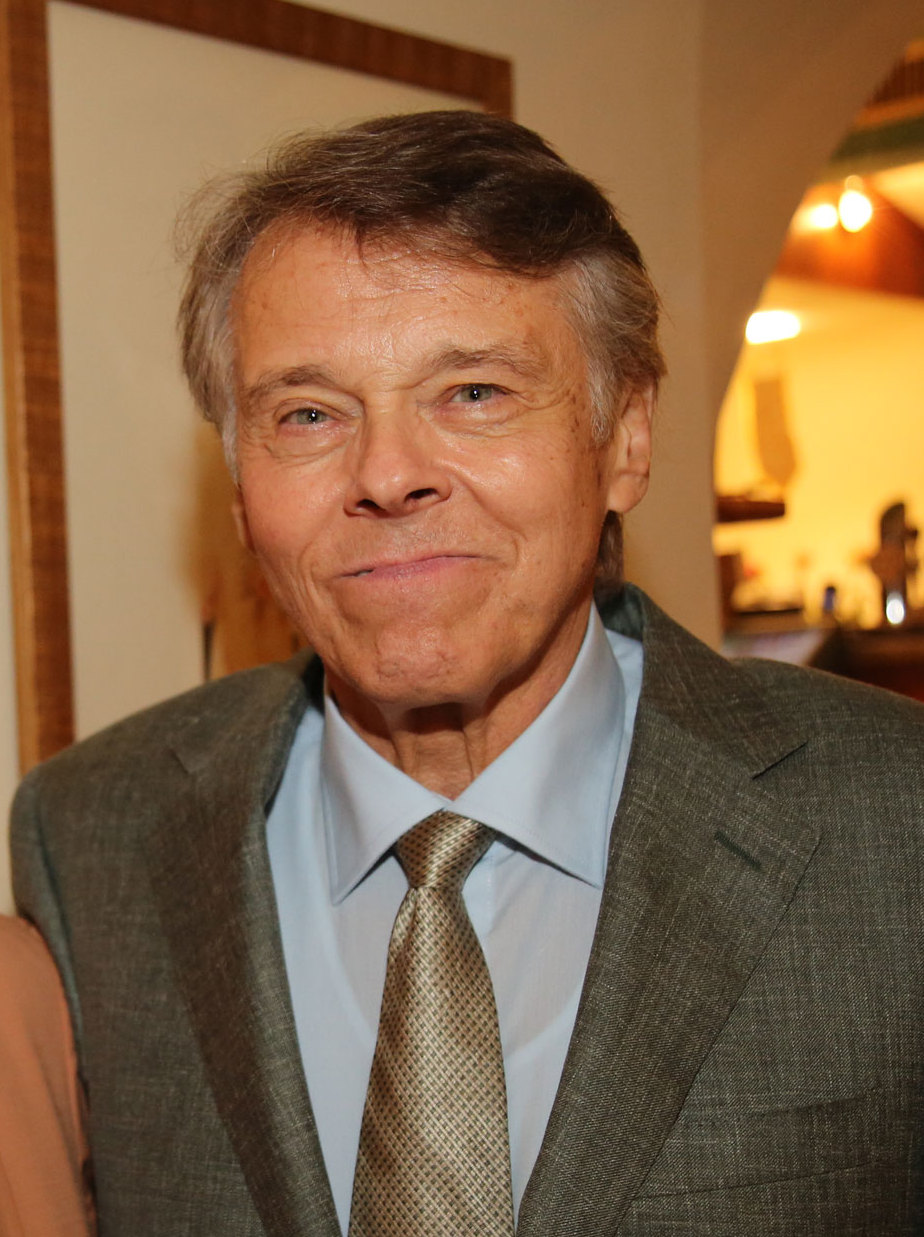
Mariss Jansons
overleden in 2019

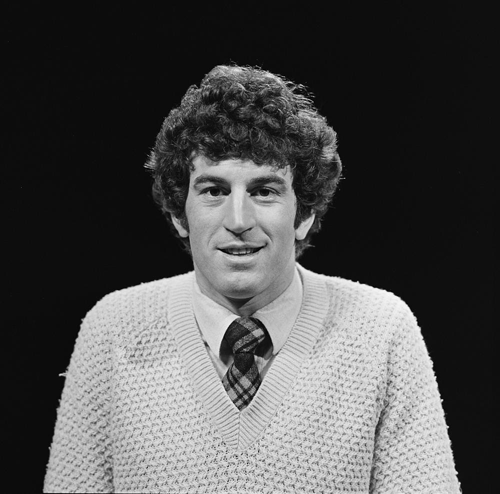
Frank Kramer
overleden in 2020

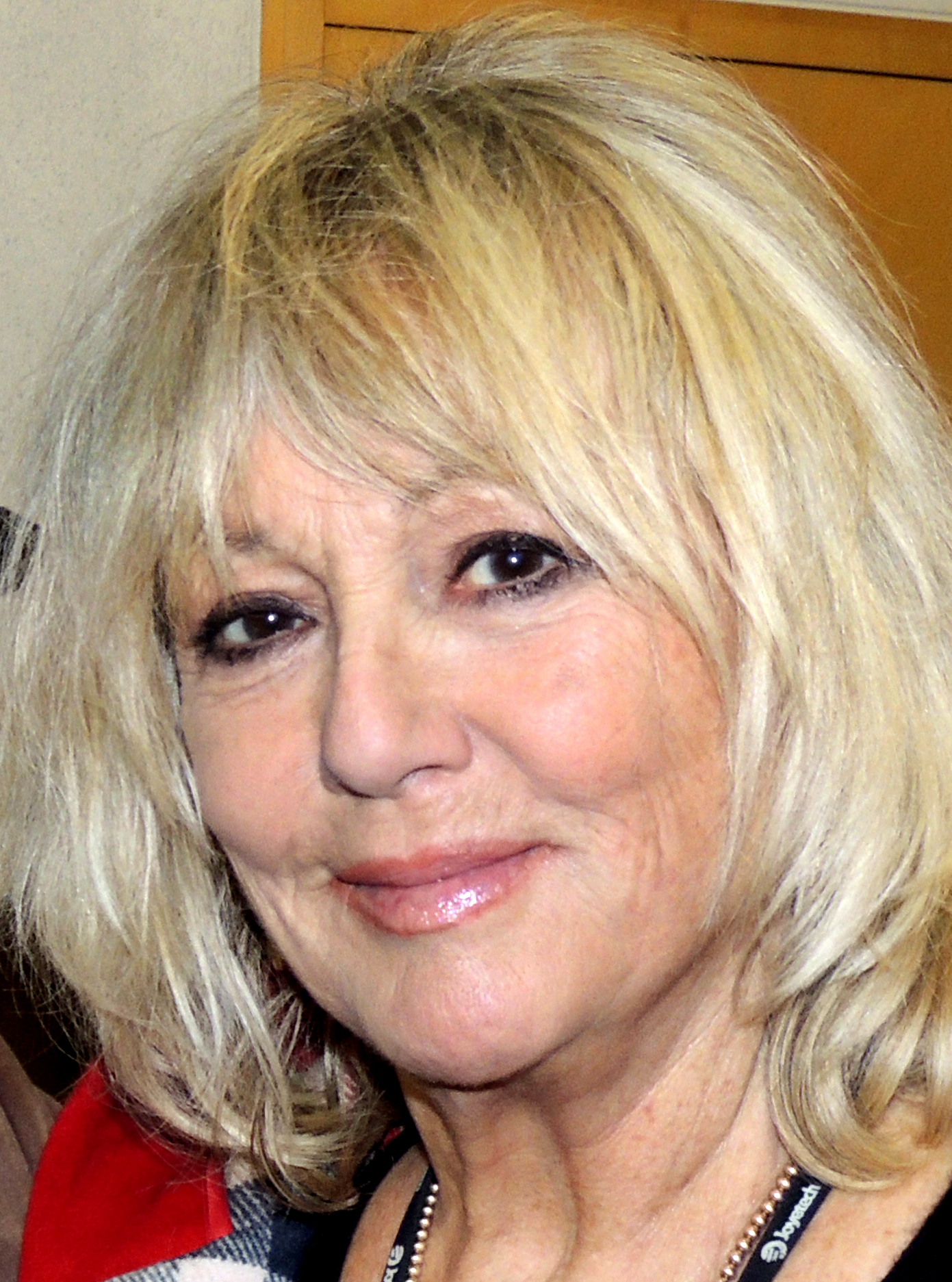
Mylène Demongeot
overleden in 2022

- 1018 - Thietmar van Merseburg (43), bisschop
- 1135 - Hendrik I van Engeland (67), koning van Engeland
- 1433 - Go-Komatsu (56), keizer van Japan
- 1455 - Lorenzo Ghiberti (77), Italiaans kunstenaar en metaalsmid
- 1483 - Charlotte van Savoye (38), echtgenote van Lodewijk XI van Frankrijk
- 1521 - Paus Leo X (Giovanni de Medici) (45)
- 1530 - Margaretha van Oostenrijk (50)
- 1633 - Isabella van Spanje (67), landvoogdes van de Spaanse Nederlanden
- 1755 - Maurice Greene (59), Brits componist en organist
- 1792 - Denis Fonvizin (48), Russisch toneelschrijver
- 1792 - Jan Frans Vonck (49), Belgisch politicus
- 1818 - Carl Frederic von Breda (59), Zweeds kunstschilder
- 1825 - Alexander I van Rusland (47), Russisch tsaar
- 1916 - Charles de Foucauld (58), Frans zalige, priester en kluizenaar in Algerije
- 1916 - Gijsberta Verbeet (78), Nederlands kunstschilder
- 1918 - George Henry Barnet Lyon (69), Nederlands jurist en bestuurder in Suriname
- 1923 - Virginie Loveling (87), Belgisch schrijfster
- 1928 - Arthur Gore (60), Brits tennisser
- 1934 - Sergej Kirov (48), Russisch revolutionair
- 1945 - Anton Dostler (54), Duits generaal
- 1947 - Aleister Crowley (72), Brits occultist
- 1950 - Ernest John Moeran (55), Brits componist
- 1952 - Vittorio Emanuele Orlando (92), Italiaans politicus
- 1954 - Welles Hoyt (79), Amerikaans atleet
- 1959 - José Nepomuceno (66), Filipijns filmmaker en producent
- 1964 - John Burdon Sanderson Haldane (72), Engels-Indiaas geneticus en evolutiebioloog
- 1964 - Bertil Sandström (77), Zweeds ruiter
- 1966 – Henri Smeets (71), Nederlands burgemeester
- 1969 - Robert David Simons (84), Surinaams jurist, publicist en dichter
- 1972 - Antonio Segni (81), vierde president van Italië
- 1973 - David Ben-Gurion (87), eerste minister-president van Israël
- 1977 - Teun Struycken (70), Nederlands politicus
- 1984 - Roelof Frankot (73), Nederlands kunstschilder en fotograaf
- 1984 - Alfons Schepers (77), Belgisch wielrenner
- 1987 - James Baldwin (63), Amerikaans schrijver
- 1991 - Pat O'Callaghan (86), Iers atleet
- 1992 - Anton Malatinský (72), Tsjecho-Slowaaks voetballer en voetbalcoach
- 1994 - Romain Deconinck (78), Belgisch acteur
- 1997 - Anneke van Baalen (60), Nederlands radicaalfeminist
- 1997 - Stéphane Grappelli (89), Frans jazzviolist
- 2001 - Stan Haag (81), Nederlands programmamaker, radiopresentator en liedjesschrijver
- 2003 - Fernando Di Leo (71), Italiaans scenarioschrijver en filmregisseur
- 2003 - Eugenio Monti (75), Italiaans bobsleeër
- 2003 - Theo Pickeé (65), Nederlands voetbalbestuurder
- 2004 - Prins Bernhard (93), Prins der Nederlanden
- 2005 - Jack Colvin (71), Amerikaans acteur
- 2005 - Cobi Schreijer (83), Nederlands zangeres
- 2006 - Claude Jade (58), Frans actrice
- 2006 - Ali Khan Samsudin (48), Maleisisch slangenkoning
- 2007 - Elisabeth Eybers, (92) Zuid-Afrikaans dichteres
- 2008 - Paul Benedict (70), Amerikaans acteur
- 2009 - Ramses Shaffy (76), Nederlands zanger
- 2010 - Adriaan Blaauw (96), Nederlands astronoom
- 2010 - Geert Hoebrechts (41), Belgisch voetballer
- 2011 - Hypoliet van den Bosch (85), Belgisch voetballer
- 2011 - Ragnhild Hveger (90), Deens zwemster
- 2011 - Gazon Matodja (107), Surinaams gaanman
- 2011 - Christa Wolf (82), Duits schrijfster
- 2012 - Mitchell Cole (27), Brits voetballer
- 2013 - Heinrich Boere (92), Nederlands oorlogsmisdadiger
- 2013 - Edward Heffron (90), Amerikaans Tweede Wereldoorlog-veteraan
- 2013 - Martin Sharp (71), Australisch popartkunstenaar
- 2013 - Dany Vandenbossche (57), Belgisch politicus
- 2016 - Ed Barten (97), Nederlands Engelandvaarder
- 2016 - Don Calfa (76), Amerikaans acteur
- 2016 - Ousmane Sow (81), Senegalees beeldhouwer
- 2017 - Enrico Castellani (87), Italiaans kunstschilder
- 2017 - Ruben Rozendaal (61), Surinaams legerofficier ten tijde van de decembermoorden.
- 2018 - Pierre Cnoops (80), Nederlands komiek
- 2018 - Dave Mantel (37), Nederlands acteur, model en fotograaf
- 2019 - Mariss Jansons (76), Lets dirigent
- 2019 - Pierre-Alain De Smedt (75), Belgisch bestuurder
- 2019 - Shelley Morrison (83), Amerikaans actrice
- 2020 - Co de Kloet (88), Nederlands radiopresentator en auteur
- 2020 - Frank Kramer (73), Nederlands voetballer en presentator
- 2020 - Arnie Robinson (72), Amerikaans atleet
- 2021 - Luc Calliauw (93), Belgisch neurochirurg en hoogleraar
- 2022 - Ercole Baldini (89), Italiaans wielrenner
- 2022 - Mylène Demongeot (87), Frans actrice
- 2022 - Omar Trujillo (44), Mexicaans voetballer
- 2023 - Burny Bos (79), Nederlands film- en televisieproducent, acteur en presentator
- 2023 - Bruce Dickson (92), Canadees ijshockeyer
- 2023 - Carissa Etienne (71), Dominicaans arts
- 2023 - Sandra Day O'Connor (93), Amerikaans rechter
- 2024 - Terry Griffiths (77), Brits snookerspeler
- 2024 - Niels Arestrup (75), Frans acteur, scenarioschrijver en filmproducent
- 2024 - Ilke Wyludda (55), Duits atlete

## Viering/herdenking

Roemenië Nationale feestdag

Centraal-Afrik. Rep. Onafhankelijksdag

- Begin van de meteorologische winter
- Wereldaidsdag
- Nationale feestdag van Roemenië
- Nationale feestdag van Centraal-Afrikaanse Republiek
- Costa Rica: afschaffing legermacht (1948)
- Rooms-Katholieke kalender:
  - Sint-Elooi (Vlaanderen), ook wel Sint Eligius (Nederland) († 660), patroonheilige van landbouwers, goudsmeden, metaalbewerkers - Vrije gedachtenis (in België en Nederland)
  - Heilige Charles de Foucauld († 1916)
  - Heilige Ansanus de Doper († 304)
  - Heilige Nathalia van Nicodemië († c. 303/11)
  - Heilige Edmund Campion († 1581)
  - Heilige Ursicinus van Brescia († 60)
  - Heilige Agericus (van Verdun) († 588)
  - Heilige Leontius van Fréjus († 443/8 of 488)
  - Heilige Resignatus van Maastricht († 465)
  - Heilige Simon van Cyrene († 1e eeuw)
  - Heilige Nahum (profeet) († 6e eeuw v.Chr.)
  - Zalige Marie Clémentine Anuarite Nengapeta († 1964)
  - Blanca (van Castilië) († 1252)

## Weerextremen

### Nederland
| | Officiële records | Officiële records | Officiële records |      | Landelijke records | Landelijke records | Landelijke records |
| Gebeurtenis | Jaar              | Extreem           | Locatie           | Jaar | Extreem            | Locatie            |                    |
| --- | ----------------- | ----------------- | ----------------- | ---- | ------------------ | ------------------ | ------------------ |
| Laagste etmaalgemiddelde temperatuur (°C) | 1973              | −6,5              | De Bilt           |      | 1973               | −8,3               | Eelde              |
| Hoogste etmaalgemiddelde temperatuur (°C) | 2001              | 11,7              | De Bilt           |      | 2000               | 12,3               | Woensdrecht        |
| Laagste minimumtemperatuur (°C) | 1973              | −10,6             | De Bilt           |      | 1973               | −14,0              | Eelde              |
| Hoogste minimumtemperatuur (°C) | 2000              | 9,7               | De Bilt           |      | 2000               | 11,3               | Rotterdam          |
| Laagste maximumtemperatuur (°C) | 2010              | −3,7              | De Bilt           |      | 2010               | −5,7               | Twenthe            |
| Hoogste maximumtemperatuur (°C) | 2000, 2001        | 13,5              | De Bilt           |      | 2003               | 16,3               | Maastricht         |
| Hoogste uurgemiddelde windsnelheid (m/s) | 1950              | 17,5              | De Bilt           |      | 2021               | 22,0               | Huibertgat         |
| Hoogste windstoot (m/s) | 1975              | 20,6              | De Bilt           |      | 2021               | 29,0               | Huibertgat         |
| Langste zonneschijnduur (uur) | 1941, 1957        | 7,1               | De Bilt           |      | 1957               | 7,4                | Eelde              |
| Langste neerslagduur (uur) | 1961              | 20,0              | De Bilt           |      | 1961               | 20,0               | De Bilt            |
| Hoogste etmaalsom van de neerslag (mm) | 1961              | 33,8              | De Bilt           |      | 1961               | 33,8               | De Bilt            |
| Laagste etmaalgemiddelde relatieve vochtigheid (%) | 1921              | 65                | De Bilt           |      | 2010               | 57                 | De Kooy            |
| Laagste uurwaarde luchtdruk op zeeniveau (hPa) | 1976              | 972,6             | De Bilt           |      | 1966               | 969,6              | De Kooy            |
| Hoogste uurwaarde luchtdruk op zeeniveau (hPa) | 1980              | 1043,1            | De Bilt           |      | 1962               | 1044,0             | Eelde              |
| Officiële records worden altijd gemeten op het KNMI-weerstation in De Bilt. Landelijke records kunnen worden gemeten op elk officieel KNMI-weerstation in Nederland. |                   |                   |                   |      |                    |                    |                    |

Uitzonderlijke gebeurtenissen
- 1999 - Officieel hoogste minimumtemperatuur in °C van december dit jaar gemeten in De Bilt: 7,5
- 2003 - Laatste landelijke zachte dag van het jaar gemeten in Maastricht (maximumtemperatuur ≥ 15 °C op een officieel weerstation)
- 2023 - Landelijk laagste etmaalgemiddelde temperatuur in °C van het jaar gemeten in Leeuwarden: −3,6 (voorlopig)
- 2023 - Officieel laagste etmaalgemiddelde temperatuur in °C van december dit jaar gemeten in De Bilt: −1,2 (voorlopig)
- 2023 - Landelijk laagste etmaalgemiddelde temperatuur in °C van december dit jaar gemeten in Leeuwarden: −3,6 (voorlopig)
- 2023 - Landelijk laagste minimumtemperatuur in °C van het jaar gemeten in Leeuwarden: −10,1 (voorlopig)
- 2023 - Landelijk laagste minimumtemperatuur in °C van december dit jaar gemeten in Leeuwarden: −10,1 (voorlopig)
- 2023 - Landelijk laagste maximumtemperatuur in °C van het jaar gemeten in Nieuw Beerta: −1,2 (voorlopig)
- 2023 - Officieel laagste maximumtemperatuur in °C van december dit jaar gemeten in De Bilt: 0,8 (voorlopig)
- 2023 - Landelijk laagste maximumtemperatuur in °C van december dit jaar gemeten in Nieuw Beerta: −1,2 (voorlopig)
- 2023 - Officieel langste zonneschijnduur in uren van december dit jaar gemeten in De Bilt: 3,8 (voorlopig)
- 2023 - Eerste landelijke dag van het najaar met strenge vorst gemeten in Leeuwarden (minimumtemperatuur < −10 °C op een officieel weerstation)

### België
Dagrecords
- 1875 - Laagste etmaalgemiddelde temperatuur −5,6 °C
- 2001 - Hoogste etmaalgemiddelde temperatuur 12,7 °C
- 1890 - Laagste minimumtemperatuur −7,6 °C
- 2000 - Hoogste maximumtemperatuur 14,5 °C
- 1975 - Hoogste etmaalsom van de neerslag 17,8 mm

Uitzonderlijke gebeurtenissen
- 1973 - In Botrange (Weismes) wordt een sneeuwlaag van 81 cm gemeten
- 2001 - De minimumtemperatuur daalt niet beneden 13,0 °C in Wasmuel (Quaregnon) en Waasmont (Landen)
- 2003 - In in Angleur (Luik) loopt de maximumtemperatuur op tot 16,2 °C
- 2010 - In het hele land blijft de maximumtemperatuur onder 0 °C

<< · 1 · 2 · 3 · 4 · 5 · 6 · 7 · 8 · 9 · 10 · 11 · 12 · 13 · 14 · 15 · 16 · 17 · 18 · 19 · 20 · 21 · 22 · 23 · 24 · 25 · 26 · 27 · 28 · 29 · 30 · 31 · >>